# Dužac Mali
Koordinati:   43°56′40″N, 15°23′57″E
Dužac Mali je majhen nenaseljen otoček v Pašmanskem kanalu (Hrvaška).
Otoček leži okoli 1,5 km jugozahodno od naselja Pašman na istoimenskem otoku. Njegova površina meri 0,026 km². Dolžina obalnega pasu je 0,9 km. Najvišji vrh otočka je visok 8 mnm.